# Hasheem Thabeet
Hashim Thabit Manka, jednostavnije Hasheem Thabeet (Dar es Salaam,Tanzanija, 16. veljače 1987.) tanzanijski je profesionalni košarkaš. Igra na poziciji centra, a trenutno je član NBA momčadi Oklahoma City Thundera. Izabran je u 1. krugu (2. ukupno) NBA drafta 2009. od strane Memphis Grizzliesa.

## Rana karijera u Tanzaniji
Košarku je počeo igrati u srednjoj školi u Tanzaniji. Nije bio zainteresiran za košarku, ali je dolazio na treninge momčadi. Kada je igrao uličnu košarku, svi su bili začuđeni njegovim košarkaškim talentom. Tada je počeo ozbiljno trenirati košarku za svoju srednjoškolsku momčad. Nakon igranja na Istočno-Afričkim igrama, ponuđena mu je stipendija u SAD-u. Nakon očeve smrti izbacio je prezime Manka i uzeo srednje ime Thabeet kao prezime. Prije pohađanja UConna, Thabeet je igrao za srednju školu "Cypress Christian School" u Houstonu. U prosjeku je bilježio 16 poena, 10 skokova i 4 blokade.

## Sveučilište

### 2006./07.
Kao freshman u prosjeku je bilježio 6.2 poena i 3.8 blokada po utakmici.  Zajedno sa svojim suigračem Jeromeom Dysonom, izabran je u All-Big East Rookie momčad.

### 2007./08.
Na drugoj godini sveučilišta, Thabeet je u prosjeku bilježio 10.5 poena, 7.9 skokova i 4.5 blokade. Proglašen je Big East Obrambenim igračem godine i izabran je u All-Big East drugu petorku.

### 2008./09.
Na četvrtoj godini sveučilišta, Thabeet kao najavljena zvijezda stupa na glavnu scenu u SAD-u. Prosječno je bilježio 13.6 poena i 10.8 skokova. 31. siječnja 2009. u utakmici sa sveučilištem Providence, Thabeet je ostvario svoj prvi triple-double učinak (15 poena, 11 skokova i 10 blokada). Zajedno s DeJuanom Blairom izabran je za Big East Obrambenog igrača godine, a izabran je i u All-American drugu petorku. Pomogao je svojoj momčadi da nastupi u Final Fouru NCAA, po prvi puta nakon 2004. godine. 14. travnja 2009. objavio je da će se prijaviti na NBA draft 2009. godine.

## NBA

### NBA draft
Izabran je kao drugi izbor prvog kruga NBA drafta 2009. od strane Memphis Grizzliesa. 20. srpnja 2009. potpisao je za momčad koja ga je birala na draftu, te će kao drugi izbor zaraditi 7,7 milijuna američkih dolara u dvije sezone ugovora.

## Vanjske poveznice
- Profil na ESPN.com
- Profil na NBADraft.net
- Profil na UConn Huskies